# National Basketball Players Association
Die National Basketball Players Association (NBPA) ist eine Gewerkschaft für professionelle Basketball-Spieler der nordamerikanischen Basketball-Liga NBA. Die NBPA wurde 1954 gegründet und gilt damit als erste Spielergewerkschaft des Profisports in Mannschaftssportarten. Allerdings wurde sie erst 1964 von den Mannschaftsbesitzern der NBA als offizielles Vertretungsorgan der NBA-Spieler anerkannt. Heute ist die NBPA als Gewerkschaft alleiniger Verhandlungspartner der NBA-Gremien gegenüber ihren Spielern. Die Gewerkschaft vertritt Spielerinteressen unter anderem hinsichtlich des Tarifvertrages der Liga, Rentenansprüchen oder beruflicher Gesundheitsversicherung.

## Gründung

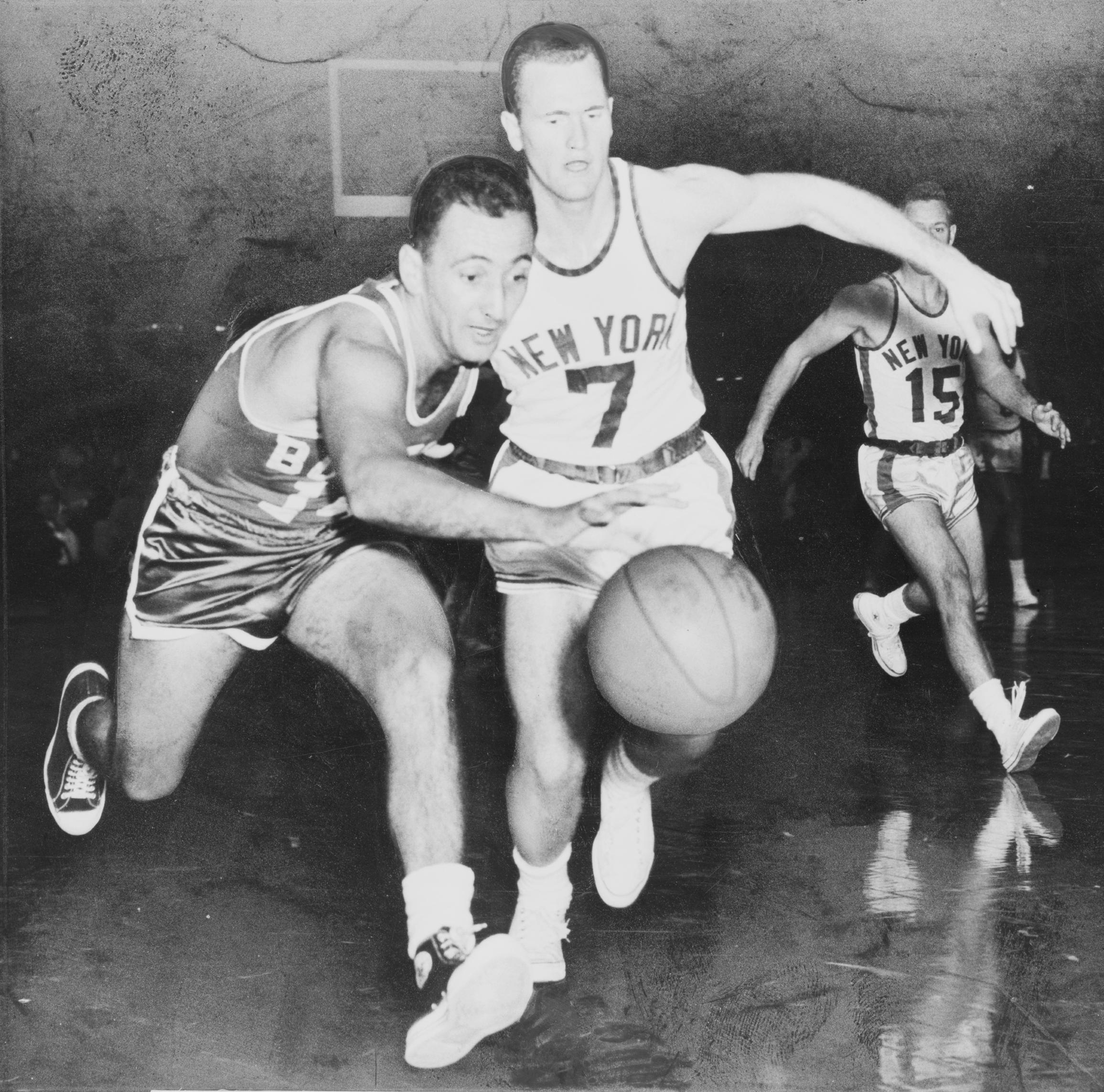
NBPA-Gründer Bob Cousy (links) als aktiver Spieler der Boston Celtics

Der Starspieler der Boston Celtics, Bob Cousy, gründete die NBPA 1954. Seine ursprünglichen Ziele waren Prämien für öffentliche Auftritte und die Eindämmung der ermüdenden Städtereisen, die zu dieser Zeit per Bus quer durch den Nordosten und den mittleren Westen des Landes gemacht wurden. Cousy begann seine Arbeit, indem er respektierten Spielern aller Teams Briefe schrieb und darin um Unterstützung für eine Spielergewerkschaft bat. Bis auf einen antworteten alle der Angeschriebenen Cousy positiv, was ihn bestärkte, zum All-Star Game 1955 mit einer Liste von Beschwerden an Maurice Podoloff, den damaligen Commissioner der NBA, heranzutreten. Erst 1957 begann die NBA jedoch, ernsthaft mit der NBPA über Forderungen zu verhandeln und einige davon zuzugestehen.

## Wendepunkt: All-Star Game 1964
Pläne für Gesundheitsvorsorge und eine Rentenkasse für Spieler sowie viele andere Maßnahmen, die für heutige Sportlergewerkschaften zu den Grundlagen der Arbeit zählen, sollte die NBPA erst Mitte der 60er Jahre verfolgen. Die dafür notwendige Anerkennung seitens der NBA brachte ein Zwischenfall während des All-Star Games in Boston am 14. Januar 1964 mit sich: Zwei Stunden vor Spielbeginn erklärten die All-Stars gegenüber dem Commissioner der NBA, Walter Kennedy, dass sie das Spiel boykottieren würden, sollte bis zum Anpfiff kein gültiges Übereinkommen für eine Rentenkasse für Spieler getroffen worden sein. Dem Ultimatum war Frustration über geringe Bezahlung und exzessives Reisen vorausgegangen. Da das Spiel vom Sender ABC übertragen werden sollte und die Senderverantwortlichen Kennedy zu verstehen gaben, dass ein möglicher Fernsehvertrag mit der NBA mit dieser Spielabsage niemals zustande kommen würde, willigte Kennedy 15 Minuten vor Spielbeginn ein, mit den Teambesitzern einen Rentenplan auszuarbeiten.
Der Vorfall in Boston war im US-amerikanischen Profisport der Zeit einzigartig. Angeblich waren die anwesenden All-Stars keineswegs einer Meinung: Für einen Streik votierten demnach unter anderem Bill Russell, Lenny Wilkens und Tom Heinsohn, während beispielsweise Wilt Chamberlain auf jeden Fall spielen wollte. Zum endgültigen Stimmungsumschwung soll es erst gekommen sein, nachdem der Besitzer der Los Angeles Lakers eine Nachricht in die Umkleidekabine schickte und seinen Stars Elgin Baylor und Jerry West mit rüden Worten zu spielen befahl.

## Aufgaben
Die NBPA weist als Aufgabenfeld ihrer gewerkschaftlichen Arbeit diese Rahmenziele aus:
- Aushandeln der Bedingungen des Gesamttarifvertrags mit der NBA, dem so genannten Collective Bargaining Agreement (CBA),
- Sicherstellung, dass die NBA und deren Mannschaften ihren Verpflichtungen im Rahmen des CBA nachkommen,
- Anerkennung, Führung und Ausbildung von Spieleragenten,
- Dienstleistungen im Rahmen der eigenen Abteilung für Spieler-Service,
- Überwachen und Verhandeln von Renten- und Versicherungsansprüchen,
- Bereitstellung von Sicherheitspersonal in persönlichen Fällen,
- Unterstützung von Wohltätigkeits- und Gemeindeorganisationen,
- Förderung der positiven öffentlichen Wahrnehmung von NBA-Spielern, auf und abseits des Spielfeldes.

## Organisation

### Geschäftsführer
- Lawrence Fleisher: 1970–1988
- Charles Grantham: 1988–1995
- Simon Gourdine: 1995–1996
- Alex English: 1996
- Billy Hunter: 1996–2013
- Michele Roberts: seit 2014

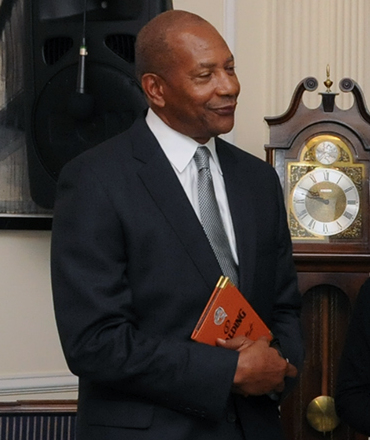
Alex English war sowohl Präsident als auch Geschäftsführer der NBPA

Fleishers Nachfolger Charles Grantham trat 1995 mit der Erklärung von seinem Amt zurück, es habe „unüberbrückbare“ interne Spannungen innerhalb der Gewerkschaftsführung gegeben. Unter NBA-Spielern wurde dies mit Überraschung und Unverständnis aufgenommen. Granthams Nachfolger wurde dagegen nach nicht einmal einem Jahr Amtszeit als bislang einziger Geschäftsführer von den Spielervertretern gefeuert, und zwar einstimmig. Hintergrund waren die gescheiterten Tarifverhandlungen 1995 und Kritik an Gourdines Führungsstil. Ex-Starspieler Alex English übernahm in der Folge interimsmäßig die Geschäftsführung bis zur Ernennung von Billy Hunter.
Hunter führte die Gewerkschaft mehr als 16 Jahre, wurde jedoch im Februar 2013 vom Spielergremium einstimmig seines Amtes enthoben, nachdem ein (vom damaligen NBPA-Präsidenten Derek Fisher geforderter) Prüfbericht Vetternwirtschaft und finanzielle Unregelmäßigkeiten festgestellt hatte.
Hunter verklagte daraufhin sowohl die NBPA, als auch Fisher selbst, dem er vorwarf, während des Lockouts 2011 geheime Absprachen mit einigen Teambesitzern getroffen, sowie später bewusst auf seine, Hunters, Entlassung hingearbeitet zu haben. Die persönlichen Klagen wurden von einem Gericht mehrheitlich abgewiesen. Die Klage gegen die NBPA bezüglich der aus Hunters Sicht unrechtmäßigen Auflösung eines gültigen Vertrages und der geforderten Abfindung von 10,5 Millionen Dollar wurde zugelassen.
Am 28. Juli 2014 wurde die Anwältin Michele Roberts von der Spielergewerkschaft zur neuen Geschäftsführerin gewählt. Sie ist die erste Frau, die eine der großen Spielervereinigungen in den USA leitet.

### Präsidenten

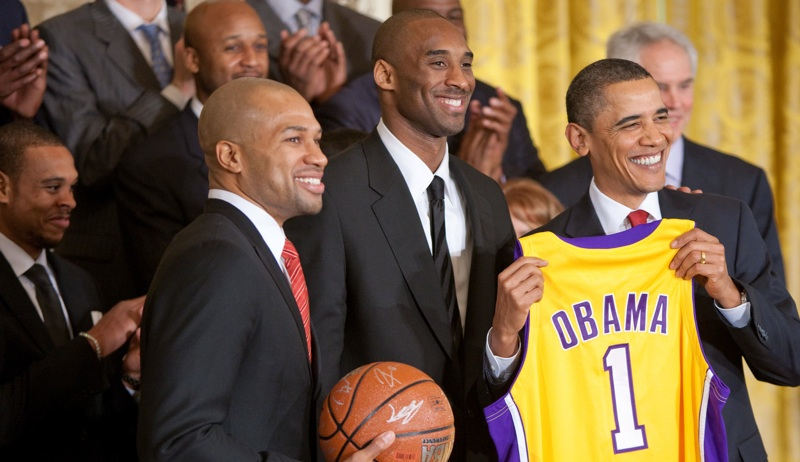
NBPA-Präsident Derek Fisher (links) mit Kobe Bryant bei einem Empfang von US-Präsident Barack Obama anlässlich der NBA-Meisterschaft der Los Angeles Lakers 2009

- Bob Cousy: 1954–1958
- Tom Heinsohn: 1958–1965
- Oscar Robertson: 1965–1974
- Paul Silas: 1974–1980
- Bob Lanier: 1980–1985
- Junior Bridgeman: 1985–1988
- Alex English: 1988
- Isiah Thomas: 1988–1994
- Buck Williams: 1994–1997
- Patrick Ewing: 1997–2001
- Michael Curry: 2001–2005
- Antonio Davis: 2005–2006
- Derek Fisher: 2006–2013
- Chris Paul: seit 2013

## Wichtige Ereignisse

### Salary Cap 1983
Die Gehaltsobergrenze für Spieler (englisch: Salary Cap) wurde als Teil der Tarifverhandlungen 1983 eingeführt und gilt als Wendepunkt in der Entwicklung des Spielermarktes in der NBA. Die Salary-Cap-Bestimmungen garantierten den Spielern 53 Prozent des Bruttoumsatzes der Teams. Die Mannschaftsbesitzer stimmten dem Abkommen zu, weil es ihnen mehr oder weniger genaue Kostenabschätzungen ermöglichte und eine Spirale immer höher werdender Gehälter verhinderte. Die Spieler ließen sich darauf ein, weil so auch weniger gut zahlende Mannschaften gezwungen wurden, Geld für ihre Spieler in die Hand zu nehmen.

### Lockout 1995
Zum ersten Mal in der Geschichte der NBA wurden nach dem 1. Juli 1995 alle Spieler buchstäblich von den Teambesitzern ausgeschlossen. Der so genannte Lockout ist also kein Streik im klassischen Sinn. Tatsächlich konnten sich NBPA und die NBA nicht auf die Rahmenbedingungen des damals neu zu beschließenden Tarifvertrages einigen, so dass die Verhandlungen scheiterten und die Spieler ausgeschlossen wurden. Die NBA-Saison 1995/96 drohte auszufallen, bis schließlich am 12. September eine vorläufige Einigung erzielt werden konnte und die neue Saison ohne Spielverlust gestartet werden konnte. Zuvor war ein im Geheimen vorgeschlagener Kompromiss zwischen den Parteien durch Intervention einer Gruppe von Spielern unter Führung von Michael Jordan und Patrick Ewing gescheitert.

### Lockout 1998
Der Spielerausschluss vor der Saison 1998/99 war der erste, durch den Spiele einer laufenden Saison ausfielen. Erneut war keine Einigung über den zu bestimmenden Tarifvertrag erzielt worden. Erst im Februar 1999 konnte mit drei Monaten Verspätung eine Rumpfsaison mit nur 50 Spielen (statt 82) pro Mannschaft eröffnet werden. Stein des Anstoßes war die Forderung der NBA, den geltenden Tarifvertrag anzupassen, da nach ihren Angaben 13 Mannschaften der Liga finanzielle Verluste einfuhren. Die Spielgewerkschaft wies dieses „Armutsargument“ mit dem Verweis auf damals gerade abgeschlossene und hochdotierte neue Fernsehverträge zurück.

### Lockout 2011
Am 1. Juli 2011 lief der 2005 abgeschlossene letzte Tarifvertrag der NBA ohne Erneuerung aus, was zu einem erneuten Ausschluss der Spieler durch die Teambesitzer führte. Mit Verweis auf enorme Verluste seit Einführung des Vertrages 2005 verlangte die NBA in ihrer ursprünglichen Forderung eine Kürzung der Spielergehälter von insgesamt 750 Mio. US-Dollar pro Saison. Zwischenzeitlich wurde diese Forderung reduziert, lag laut Spielergewerkschaft neben anderen Punkten aber noch weit von Kompromissmöglichkeiten entfernt, bevor im Herbst 2011 erste Teile des Spielplans für die NBA-Saison 2011/2012 abgesagt werden mussten. Ein Verhandlungsangebot der NBA vom 10. November 2011 sah einen verspäteten Saisonstart am 15. Dezember 2011 vor und präsentierte einen Spielplan mit 72 Spielen pro Mannschaft. Die NBPA schlug am 14. November 2011 dieses Angebot offiziell aus, drohte mit einer Kartellklage gegen die NBA, und gab öffentlich eine mögliche Auflösung der Gewerkschaft bekannt. Am 26. November 2011 gaben die NBA und die Spielergewerkschaft jedoch bekannt, einen vorläufigen Vertragskompromiss ausgehandelt zu haben, der zu einer verkürzten NBA-Saison 2011/2012 mit 66 Spieltagen führen würde.